# 1522
1522 (MDXXII) var ett normalår som började en onsdag i den julianska kalendern.

## Händelser

### Januari
- 9 januari – Sedan Leo X har avlidit året innan väljs Adriaan Florenszoon Boeyens till påve och tar namnet Hadrianus VI.
- 30 januari – Gustav Vasa återtar Örebro slott från danskarna.
- 31 januari – Västerås slott kapitulerar för upprorshären.

### Mars
- 18 mars – Spanske kaptenen Juan Sebastián Elcano upptäcker Amsterdamön i Indiska oceanen.[1]
- Våren – Danska flottan bränner Åbo.

### April
- April – Den danske amiralen Sören Norby undsätter Stockholm.

### Juni
- 7 juni – Gustav Vasa erhåller militär hjälp från Lübeck, bestående av ett antal fartyg, varför den svenska flottan räknar denna dag som sin födelsedag.

### Augusti
- Augusti – Kristian II vill ha till stånd ett nordiskt handelskompani utan Lübeck varför denna stad förklarar Danmark krig.

### September
- 6 september – Juan Sebastián de Elcano avslutar den första världsomseglingen då fartyget Victoria återkommer till Spanien.

### November
- November – Sören Norby gör ett försök att undsätta Stockholm sjövägen men slås tillbaka av den svensk-lübska flottan.

### December
- December – São Tomé blir en portugisisk kronkoloni.[2]

### Okänt datum
- Lübeck ingår ett förbund med sin konkurrent Danzig. Dessa två tar kontakt med Kristian II:s farbror, hertig Fredrik av Holstein som är i tvist med Kristian.
- Det hanseitiska förbundet bekämpar Kristian II och stödjer Gustav Vasas befrielsekamp. Gustav mottar två undsättningsexpeditioner och lyckas med deras hjälp erövra nästan alla slott i Sverige och Finland.
- Sammanlagt erövrar Gustav Vasas här Västerås slott, Nyköpings slott, Örebro slott, Stegeborgs slott och Stegeholms slott under detta år.
- Stockholm, Kalmar och Älvsborg förblir i danskarnas händer liksom de finska slotten.
- Peder Månsson författar sin bok Stridskonst.
- Den första svenska örtaboken kommer ut.
- Johannes Oecolampadius genomför reformationen i Basel.

## Födda
- 9 november – Martin Chemnitz, tysk luthersk teolog.
- Eleonora de Toledo, hertiginna av Toscana.
- Agia Filothei, grekiskt helgon.

## Avlidna
- 24 januari – Didrik Slagheck, biskop i Skara 1520–1521 och dansk ärkebiskop sedan 1521 (avrättad genom bränning på bål).
- April – Helena av Etiopien, etiopisk kejsarinna och regent.
- 14 november - Anne de Beaujeu, fransk prinsessa och regent.
- Cecilia Månsdotter (Eka), mor till Gustav Vasa.

### Fotnoter
1. ↑  World Statesmen (läst 3 april 2011)
2. ↑  World Statesmen (läst 3 april 2011)